# Under the Blade
Under the Blade  je prvi studijski album američkog heavy metal sastava Twisted Sister, kojeg je 1982. godine objavila diskografska kuća Secret Records. Under the Blade je prodan u više od dva milijuna primjeraka albuma širom svijeta.

## Popis pjesama
1. What You Don´t Know (Sure Can Hurt You)
2. Bad Boys (Of Rock 'N' Roll)
3. Run For Your Life
4. Sin After Sin
5. Shoot 'Em Down
6. Destroyer
7. Under The Blade
8. Tear It Loose
9. Day Of The Rocker
10. I'll Never Grow Up Now! (Bonus)

## Osoblje
- Dee Snider - vokal, pomoćni producent
- Eddie "Fingers" Ojeda - glavna gitara, prateći vokal
- Jay Jay French - ritam gitara, vokal
- Mark "The Animal" Mendoza - bas, vokal
- A. J. Pero - bubnjevi